# Castillo de Najac

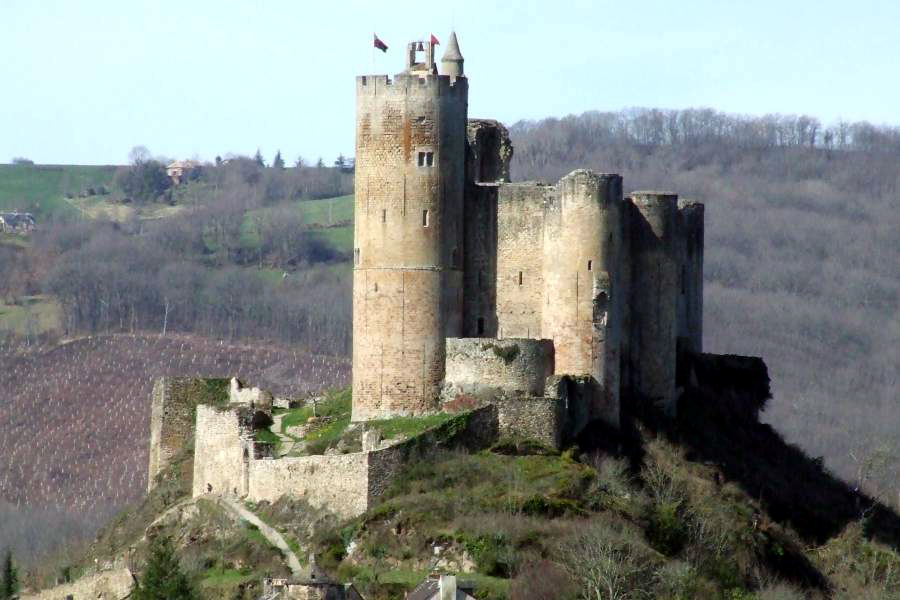
Vista del castillo.

El castillo de Najac es una fortaleza de arquitectura gótica enclavada en los desfiladeros de Najac, en el departamento de Aveyron (Francia). Un primer recinto fue construido en territorio de los condes de Tolosa a finales del siglo XI, sucesivamente expandido durante el reinado de Luis IX de Francia. Mediado el siglo XIII la torre del homenaje se reedificó y se adecuó para estancias residenciales; hoy es la torre más alta de las existentes. Está construido sobre una colina de 200 metros de altitud y fuertemente defendido, causa probable de que no se tenga constancia de que el castillo fuera nunca capturado, siquiera sitiado.

## Arquitectura
El castillo actual se comenzó a construir en el siglo XIII, concretamente en 1253, a instancias de Alfonso de Poitiers, hermano de Luis IX, sobre un pequeño recinto fortificado anterior. En el nuevo proyecto no se mantuvo la torre del homenaje como último bastión, sino que se integró en el nuevo complejo como estancias residenciales, como parte del recinto interior y no como torre exenta. Su planimetría es circular. Está protegido por una muralla de 1 metro de grosor y entre 7 y 8 metros de altura. El castillo posee, además de la torre descrita, otras dos semicirculares, una rectangular (más antigua) y tres más rectangulares. Las entradas estuvieron defendidas por barbacanas. A lo largo de los muros había un paseo de guardia equipado con un elaborado sistema de escaleras y pasadizos, algunos visibles y otros ocultos, que podían aislarse del resto del castillo mediante barreras.
La torre del homenaje tiene 11 metros de diámetro y 40 de altura, divididos en tres plantas. Sus muros tienen grosores cercanos a 2,20 metros, horadados solo por saeteras. Se accede desde el patio de armas, aunque desde éste ha de superarse el puente levadizo que cruza un foso.